# 埃弗森嶺
埃弗森嶺（英語：Everson Ridge），是南極洲的山嶺，位於南奧克尼群島的西格尼島，從耶布森角延伸至泰奧加山，由英國研究隊的生物學家命名，現時由南極條約體系管理。